# إتيان إميلي ماري بويرتو
إتيان إميل ماري بوترُو (Étienne Émile Marie Boutroux) ‏(28 يوليو 1845 – 22 نوفمبر 1921) فيلسوف فرنسي في ميادين **العلم والدين** ومؤرخ للفلسفة، عُرف بمناهضته الشديدة لـ **المادية العلمية**. تبنّى فلسفة روحانية تؤكد أنّ **العلم والدين ليسا متعارضين بل متكاملين**، وذلك في مرحلة تاريخية كان فيها النفوذ العلمي يتنامى بلا توقف.
ورغم مكانته الفكرية، بقيت مؤلفاته في العالم الناطق بالإنجليزية **خافتة الحضور أمام شهرة هنري برجسون** الطاغية.
حاز عضوية **أكاديمية العلوم الأخلاقية والسياسية** سنة 1898، ثم انتُخب إلى **الأكاديمية الفرنسية** عام 1912.

## سيرة حياته
إتيان إميل ماري بوترُو (Émile Boutroux) وُلِد في 28 يوليو 1845 في **مونروج** (Montrouge) – التي تقع اليوم في مقاطعة **هوت دو سين** قرب باريس. التحق بـ **ثانوية نابوليون** (التي تُعرف الآن بثانوية هنري الرابع)، وتخرج عام 1865 لينضم إلى **المدرسة العليا للأساتذة** (École Normale Supérieure).
تابع دراسته في **جامعة هايدلبرغ** بين عامي 1869 و1870، حيث تتلمذ على يد **هيرمان فون هلمهولتز** واطّلع على الفلسفة الألمانية. وفي عام 1874، دافع عن أطروحتي دكتوراه: الأولى بعنوان *«الحقائق الأبدية عند ديكارت»* (De Veritatibus aeternis apud Cartesium) تحت إشراف **فيليكس رافيسون**، والثانية بعنوان *«في طارئية قوانين الطبيعة»* (De la contingence des lois de la nature) تحت إشراف **جول لاشلييه**.
بدأ عمله الأول كأستاذ للفلسفة في ثانوية **كان**. وبين عامي 1874 و1876، درّس في كلية الآداب بجامعة **نانسي**، وهناك وقع في الحب وتزوج من **ألين بوانكاريه**، شقيقة العالِم والرياضي الشهير **هنري بوانكاريه**. وفي عام 1880 وُلد ابنه **بيير**، الذي أصبح لاحقًا عالم رياضيات ومؤرخًا بارزًا للعلوم.
عام 1888، عُيّن بوترُو أستاذًا لتاريخ الفلسفة الحديثة في **السوربون** بباريس. وفي عام 1898 انتُخب عضوًا في **أكاديمية العلوم الأخلاقية والسياسية**، ثم أصبح عام 1902 مديرًا لـ **مؤسسة تيير**، وهي إقامة مخصّصة لألمع طلاب فرنسا. وفي عام 1912 انتُخب عضوًا في **الأكاديمية الفرنسية**.
تُوجد صورة فوتوغرافية ملونة (أوتوكروم) التُقطت عام 1917 لبوترُو وزوجته بعدسة **أوغست ليون**. توفي إميل بوترُو في 22 نوفمبر 1921 بباريس عن عمر ناهز 76 عامًا.
1. 1 2  Boutroux (Étienne, Émile, Marie)، 1985، QID:Q252430
2. ↑   https://www.landrucimetieres.fr/spip/spip.php?article2621. اطلع عليه بتاريخ 2020-03-13. {{استشهاد ويب}}: |url= بحاجة لعنوان (مساعدة) والوسيط |title= غير موجود أو فارغ (من ويكي بيانات) (مساعدة)